# Model Kübler-Rossové
Model Küblerové-Rossové, známý též jako pět fází smutku či pět fází umírání, byl poprvé jako psychologická příprava na umírání uveden v roce 1969  americkou psycholožkou Elisabeth Kübler-Rossovou v její knize On Death and Dying. Součástí knihy byl model s názvem Proces vyrovnání se s umíráním, založený na jejím výzkumu a rozhovorech s 500 umírajícími pacienty. Popisuje pět oddělených fází v rámci procesu, při kterém se lidé vyrovnávají se smutkem a tragédií, zejména pak v případě diagnózy smrtelného onemocnění či v případě mimořádné ztráty. Mimo to její kniha přinesla do obecného povědomí citlivost, se kterou je třeba zacházet s osobami, vypořádávajícími se se smrtelnou nemocí.
Kübler-Rossová dodává, že je důležité si uvědomit, že tyto fáze nemusí proběhnout kompletně či chronologicky. Ne každý, kdo zažívá situaci ohrožující lidský život či zásadně měnící lidský život, pociťuje všech pět reakcí, a rovněž ne každý, kdo je zažívá, je musí bezpodmínečně prožívat v daném pořadí. Reakce na nemoc, smrt či ztrátu jsou stejně jedinečné jako osoba, která je zažívá. Některé z fází tak nemusejí nastat, jiné mohou být prožity v jiném pořadí, a někteří lidé prožívají některé fáze neustále dokola.

## Fáze
Jednotlivé fáze, známé v angličtině pod zkratkou DABDA (ze slov Denial – popírání/šok, Anger – hněv/agrese, Bargaining – smlouvání, Depression – deprese a Acceptance – smíření) zahrnují:
1. Popírání (denial) – „Cítím se dobře.“, „Tohle se nemůže dít, ne mně.“, „Došlo k záměně výsledků, to musí být omyl.“
Popírání je pro jedince pouze dočasnou obranou. Jde o šokovou situaci, která může trvat různě dlouho. Dotyčný se nechce s nastalou situací smířit.[4]
2. Hněv/agrese (anger) – „Proč já? To není fér!“, „Proč se to děje mně?“, „Kdo za to může?“
Jakmile se jedinec dostane do druhé fáze, uvědomuje si, že popírání již nemůže pokračovat. V této fázi je o dotyčného velmi těžké pečovat v důsledku pocitů vzteku a závisti. Mohou též přestat spolupracovat a komunikovat se zdravotnickými pracovníky.[4]
3. Smlouvání (bargaining) – „Chci se dožít svých vnuků.“, „Udělám cokoliv, abych mohl/a žít ještě pár let.“, „Dám všechny své peníze za…“
Třetí fáze zahrnuje naději, že jedinec může nějakým způsobem oddálit či odložit smrt. Dotyčný se obrací k vyšší mocí (např. k víře) s žádostí o delší život výměnou za změnu životního stylu apod. Psychologicky dotyčný říká: „Chápu, že umřu, jen kdybych měl o trochu více času…“ V této fázi též dochází k hledání zázračného léku či alternativních metod léčby.[4]
4. Deprese (depression) – „Jsem tak smutný, proč se s čímkoli obtěžovat?“, „Umřu, tak o co jde?“, „Ztratil/a jsem milovaného/milovanou, proč dál žít?“
Během čtvrté fáze si umírající začíná uvědomovat jistotu blížící se smrti. Může být proto zamlklý, uzavřený, odmítat návštěvy a trávit většinu času v pláči a truchlení s pocity strachu, úzkosti, smutku a beznaděje.[4] Nedoporučuje se dotyčného v této fázi rozveselovat. Jde o důležité období smutku, které musí proběhnout. V některých případech je nezbytné podat psychofarmaka.[4]
5. Smíření (acceptance) – „Bude to v pořádku.“, „Nemůžu proti tomu bojovat, měl bych se na to připravit.“
V této poslední fázi se dotyčný začíná vyrovnávat se svou smrtí či smrtí milovaného. Dochází k psychickému uvolnění a pacient je schopný na léčbě spolupracovat a přistupovat k ní rozumem.[4]

Kübler-Rossová původně aplikovala tyto fáze pouze u lidí trpících smrtelnou nemocí, později však i na jakýkoli druh tragické osobní ztráty (práce, příjmu, svobody). Mohou sem spadat i významné životní událostí jako smrt blízkého, rozvod, drogová závislost, vypuknutí nemoci či chronické nemoci, diagnóza neplodnosti a jiné události.
Podle ní tyto fáze nemusejí nezbytně nastávat ve výše uvedeném pořadí a nemusejí být ani všechny prožity, avšak vždy dotyčný zažije nejméně dvě z nich. Často též dotyčný může fáze zažít jako na tzv. „horské dráze“, což je střídání dvou nebo více fází, během nichž se dotyčný několikrát k jedné či více z nich navrací.

Existují však jedinci, kteří bojují se smrtí až do úplného konce. Někteří psychologové věří, že čím urputněji dotyčný bojuje se smrtí, tím spíše zůstane ve fázi popírání. V takovém případě je možné, že nemocný člověk bude umírat méně důstojně. Podle jiných psychologů je nekonfrontování smrti pro některé lidi více adaptivní. Ti, kteří během procházení jednotlivými fázemi pociťují problémy, by měli zvážit vyhledání odborné pomoci či podpůrných skupin.

## Kritika
Podle rozsáhlé práce George Bonanna nemá model fází smutku žádný vědecký základ. V roce 2000 až 2003 probíhala studie pozůstalých osob vedená Yale University, v jejímž rámci se podařilo získat nálezy, které byly v souladu s pětistupňovou teorií, ale i nálezy, které byly s touto teorií v rozporu. Bylo též publikováno několik odborných článků kritizujících výzkum fází smutku a argumentujících proti této teorii.